# Castelló de Farfanya
Castelló de Farfanya är en kommun i Spanien.   Den ligger i provinsen Província de Lleida och regionen Katalonien, i den nordöstra delen av landet, 400 km öster om huvudstaden Madrid. Antalet invånare är 549. Arean är 53 kvadratkilometer. Castelló de Farfanya gränsar till Balaguer, Os de Balaguer, Algerri, Menàrguens och Albesa. 
Terrängen i Castelló de Farfanya är platt åt sydost, men åt nordväst är den kuperad.